# Buntbuch-Verlag
Der Buntbuch Verlag wurde 1980 in Hamburg gegründet und bestand bis 1987. Lektoren der ersten Stunde waren Peter Lohmann und Ümit Güney.

## Kurzprofil
In der Gründungsphase bestanden enge Verbindungen zum politisch agierenden J. Reents-Verlag, von dem Buntbuch bei der Gründung einige Autoren wie Nâzım Hikmet übernahm. Die Verlagsmannschaft emanzipierte sich aber sehr schnell und legte ein eigenständiges Verlagsprofil vor. Buntbuch verlegte u. a. eine Reihe von Tabuthemen, sowohl belletristisch als auch in Bezug auf Sachbücher und hatte daneben einen besonderen Schwerpunkt auf türkeinahen Themen. Sein bekanntestes Buch in der Anfangszeit war der feministische Bekennerroman Der Tod des Märchenprinzen von Svende Merian. Ein wichtiges Buch in der Schlussphase war Sarons Haut des in Hamburg lebenden Norwegers Ingvar Amjörnsen.

## Geschichte
Hintergrund einiger Gründer war die Überlegung, durch die Etablierung eines offeneren, auch mit belletristischen Titeln aufwartenden Verlagsprogramms die Bündnisfähigkeit des KB in der grün-alternativen Wahlbewegung sowie bei den sozialen Bewegungen zu erhöhen. Von Beginn an bestand allerdings ein Spannungsfeld in den Gründergruppen. Diese Spannungen führten nach wenigen Jahren zur Eigenständigkeit von jeglichen Begleitorganisationen. Was die anvisierte Vielseitigkeit des verlegten Spektrums angeht, konnte der Buntbuch-Verlag den selbstgesetzten Anspruch durchaus umsetzen. Der kommerziell erfolgreichste Titel des Verlags, Der Tod des Märchenprinzen von Svende Merian, galt in den 1980er Jahren als wesentlicher Beitrag zur Diskussion feministischer Inhalte innerhalb der Linken sowie der alternativen Bewegung. Darüber hinaus publizierte der Buntbuch-Verlag die in der Tradition der klassischen Arbeiterliteratur à la Upton Sinclair stehende Vagabunden-Autobiografie Mein Leben gehört mir von Jonny Rieger, diverse Titel des türkischen Autors Nazim Hikmet in deutscher Erstausgabe, deutschtürkische Schriftsteller wie Güney Dal, Aysel Özakin und Alev Tekinay, einen Roman des in Hamburg lebenden Norwegers Ingvar Ambjørnsen (Sarons Haut), den Erstling von Jakob Arjounis Frankfurt-Krimitrilogie (Happy Birthday, Türke), den Satiriker Henning Venske sowie eine Reihe weiterer Autoren und Titel.
Trotz publizistischer Achtungserfolge sowie des auch finanziell rentablen Märchenprinzen konnte sich der Buntbuch-Verlag ökonomisch nicht halten und musste Ende der 1980er Jahre schließlich Konkurs anmelden.
Zuvor hatten Lohmann, Güney, Rainer Leibbrand und andere den Verlag 1985 verlassen. Hintergrund war die Absicht der drei, das Buch "Bestiarium Perversum" von Ernst Kahl zu veröffentlichen. Dieses wurde von der Mehrheit der Mitarbeiter als "frauenfeindlich" beurteilt. Der Verlag brachte danach kein neues Programm mehr heraus, Lohmann, Güney und Leibbrand gründeten im April 1985 den "Verlag am Galgenberg".
Einige Titel wurden in der Folge bei anderen Verlagen neu aufgelegt, unter anderem Der Tod des Märchenprinzen (Rowohlt), Happy Birthday, Türke! (Diogenes) und Sarons Haut (S. Fischer Verlag).

## Veröffentlichungen (Auswahl)
Die folgende Aufstellung listet einige Buntbuch-Titel der 1980er Jahre auf. Neuveröffentlichungen bei anderen Verlagen sind, wo geschehen, mit angegeben:
- Jonny Rieger: Mein Leben gehört mir. Roman. Buntbuch Verlag, Hamburg 1982, ISBN 3-88653-016-7.
- Ingeborg Küster: Politik – haben Sie das denn nötig? Autobiografie einer Pazifistin. Buntbuch Verlag, Hamburg 1983, ISBN 3-88653-058-2.
- Svende Merian: Der Tod des Märchenprinzen. Buntbuch Verlag, Hamburg 1980 (Folgeauflagen bei: Rowohlt, Reinbek bei Hamburg 1983, ISBN 3-499-15149-9).
- Aysel Özakin: Die Leidenschaft der Anderen. Buntbuch Verlag, Hamburg 1983, ISBN 3-88653-049-3 (Neuauflage bei: Luchterhand Literatur Verlag, München 1992, ISBN 3-630-71081-6).
- Alexander Schubart: Der starke Staat. Dokumente zum Prozeß. Buntbuch Verlag, Hamburg 1983, ISBN 3-88653-047-7.
- Henning Venske: Herr Kalaschnikoff rattert den Sonntag ein. Satiren, Pamphlete, Reportagen, Lieder. Buntbuch Verlag, Hamburg 1983, ISBN 3-88653-046-9.
- Ingvar Ambjørnsen: Sarons Haut. Roman. Buntbuch Verlag, Hamburg 1985, ISBN 3-88653-082-5 (Neuauflage: S. Fischer Verlag, Frankfurt am Main 1988, ISBN 3-596-27576-8).
- Jakob Arjouni: Happy Birthday, Türke! Kriminalroman. Buntbuch Verlag, Hamburg 1985, ISBN 3-88653-085-X (Diogenes Verlag, Zürich 1987, ISBN 3-257-21544-4).
- Katja Leyrer: Rabenmutter, na und? Essays und Interviews. Buntbuch Verlag, Hamburg 1987, ISBN 3-88653-086-8 (Neuauflage im Brandes & Apsel Verlag, Frankfurt am Main 1991. ISBN 3-925798-86-2).